# جوزف کالیا
جوزف کالیا (انگلیسی: Joseph Calleia; ۴ اوت ۱۸۹۷ – ۳۱ اکتبر ۱۹۷۵) هنرپیشه و خواننده آمریکایی زاده مالت بود. وی بین سال‌های ۱۹۲۶ تا ۱۹۶۳ میلادی فعالیت می‌کرد.

## فیلم‌شناسی
- اراذل و اوباش (۱۹۳۶)
- به دنبال مرد لاغر (۱۹۳۶)
- الجزایر (۱۹۳۸)
- ماری آنتوانت (۱۹۳۸)
- مرد محبوب و موفق (۱۹۳۹)
- وایومینگ (۱۹۴۰)
- کتاب جنگل (۱۹۴۲)
- زنگ‌ها برای که به صدا در می‌آیند (۱۹۴۳)
- گیلدا (۱۹۴۶)
- نژاد اصیل (۱۹۵۶)
- باد وحشی است (۱۹۵۷)
- نشانی از شر (۱۹۵۸)
- آلامو (۱۹۶۰)